# تپه لفطالی
تپه لفطالی مربوط به دوران‌های تاریخی پس از اسلام است و در شهرستان قروه، بخش چهاردولی، روستای داش بلاغ واقع شده و این اثر در تاریخ ۲۵ اسفند ۱۳۷۹ با شمارهٔ ثبت ۳۵۹۰ به‌عنوان یکی از آثار ملی ایران به ثبت رسیده است.